# Stanley R. Lee
Stanley R. „Stan“ Lee (* 6. November 1928; † 15. Juli 1997) war ein US-amerikanischer Werbetexter und Schriftsteller.

## Leben
Stan Lee arbeitete als Werbetexter bei DDB Worldwide. Dort war er unter anderem im Team von Tony Schwartz Texter für den Wahlwerbespot „daisy ad“ zur US-Präsidentschaftswahl 1964. Obwohl der Ein-Minuten-Spot nur ein einziges Mal ausgestrahlt wurde, verhalf er nach Ansicht vieler Beobachter Lyndon B. Johnson zum Sieg. Dieser Spot sollte die politische Werbung in den USA nachhaltig ändern.
In späteren Jahren schrieb Lee zwei Romane. Mit seinem Debütroman Dunn’s Dilemma gewann er 1988 den 3. Platz beim Deutschen Krimi Preis in der Kategorie International.

## Romane
- Dunn’s Dilemma. Benziger, 1987, ISBN 3-545-36413-5 (engl. Original: Dunn’s conundrum. Harper & Row, 1985, ISBN 0-06-015397-0), übersetzt von Manfred Papst und Beat Reck
- Der Flug der Taube. Benziger, 1990, ISBN 3-545-36490-9 (eng. Original: The GOD Project. Grove Weidenfeld, 1990, ISBN 0-8021-1128-9), übersetzt von Wolfdietrich Müller